# Tape (framework de tests JavaScript)
Pour les articles homonymes, voir Tape.
Tape est un framework de test JavaScript produisant des expressions TAP (Test Anything Protocol (en)) qui fonctionnent seules ou avec Node.js. Tape peut être utilisé pour les tests unitaires et les tests d'intégration. Les tests étant des programmes, ils peuvent donc être utilisés avec node.js.

## Exemple
Exemple de test positif
```
import
 
test
 
from
 
'tape'
;

test
(
'A passing test'
,
 
(
assert
)
 
=>
 
{

  
assert
.
pass
(
'This test will pass.'
);

  
assert
.
end
();

});

test
(
'Assertions with tape.'
,
 
(
assert
)
 
=>
 
{

  
const
 
expected
 
=
 
'something to test'
;

  
const
 
actual
 
=
 
'sonething to test'
;

  
assert
.
equal
(
actual
,
 
expected
,

    
'Given two mismatched values, .equal() should produce a nice bug report'
);

  
assert
.
end
();

});

```